# Impan
Impan är ett naturreservat i Simrishamns kommun i Skåne län. Reservatet ligger mellan Gladsax och Gröstorp. Det är naturskyddat sedan 2004 och är 25 hektar stort. 
Området ingår i Natura 2000.
Reservatet består av kuperad åkermark och naturbete. En 15 meter hög förkastningsbrant i underkambrisk sandsten med spår av gruvdrift finns centralt i området.

## Flora och fauna
I grottor i förkastningsbranten finns övervintringsplatser för fladdermusen barbastell. Rådjur och fälthare förekommer ofta i området. Karaktärsfågel är näktergal.
I väster finns dungar av ask och alm med inslag av fågelbär, oxel och ek, samt buskage av hagtorn och slån. I beteshagarna växer bland annat backsippa, smånunneört, grusbräcka och vårkällört.

## Geologi
Berggrunden i Impan består av underkambrisk sandsten. Gruvdrift ska ha förekommit vid förkastningsbranten från andra hälften av 1500-talet till 1760-talet, samt på 1940-talet. Här bröts bland annat blyglans och flusspat. Dessutom togs material till gat- och kantsten från en närbelägen lokalitet.